# Steve Downing
Steve Downing (Indianápolis, Indiana, 9 de septiembre de 1950) es un exjugador de baloncesto estadounidense que jugó dos temporadas en la NBA. Con 2,03 metros de altura, lo hacía en la posición de escolta.

## Trayectoria deportiva

### Universidad
Jugó durante cuatro temporadas con los Hoosiers de la Universidad de Indiana, en las que promedió 16,1 puntos y 11,7 rebotes por partido. En su segunda temporada promedió 15,1 rebotes por encuentro, la segunda mejor marca de la historia de los Hoosiers. Fue incluido en el mejor quinteto de la Big Ten Conference en 1973, y también en el mejor quinteto del Torneo de la NCAA.

### Profesional
Fue elegido en la decimoséptima posición del Draft de la NBA de 1973 por Boston Celtics, y también por los Indiana Pacers en la primera ronda del Draft de la ABA, eligiendo la primera opción. Allí se encontró un equipo repleto de estrellas como Dave Cowens, John Havlicek, Don Nelson, Paul Silas o Jo Jo White, contando con muy pocas oportunidades de juego a lo largo de la temporada. Sólo fue alineado en 24 partidos, en los que promedió 2,7 puntos y 1,6 rebotes. A pesar de ello, le sirvió para ganar su único anillo de Campeón de la NBA, derrotando a Milwaukee Bucks en las Finales por 4-3.
Tras jugar tres partidos de la temporada siguiente fue cortado por el equipo, decidiendo retirarse definitivamente.

## Estadísticas de su carrera en la NBA

### Temporada regular
| Temp.   | Edad | Equipo | Liga | P  | TIT | MIN | TC  | TCA | %TC  | 3P | 3PA | %3P | TL  | TLA | %TL  | R.OF. | R.DEF. | REB | ASIS | ROB | TAP | PER | FP  | PTS |
| 1973-74 | 23   | Boston | NBA  | 24 |     | 5.7 | 0.9 | 2.7 | .328 |    |     |     | 0.9 | 1.6 | .579 | 0.6   | 1.0    | 1.6 | 0.5  | 0.2 | 0.0 |     | 1.4 | 2.7 |
| 1974-75 | 24   | Boston | NBA  | 3  |     | 3.0 | 0.0 | 0.7 | .000 |    |     |     | 0.0 | 0.7 | .000 | 0.0   | 0.7    | 0.7 | 0.0  | 0.0 | 0.0 |     | 0.0 | 0.0 |
| Total   |      |        | NBA  | 27 |     | 5.4 | 0.8 | 2.4 | .318 |    |     |     | 0.8 | 1.5 | .550 | 0.5   | 1.0    | 1.5 | 0.4  | 0.2 | 0.0 |     | 1.2 | 2.4 |

### Playoffs
| Temp. | Edad | Equipo | Liga | P | MIN | TCA | TC | 3PA | 3P | TLA | TL | R.OF. | REB | ASIS | ROB | TAP | PER | FP | PTS | %TC  | %3P | %FT | MIN | PTS | REB | AST |
| 1974  | 23   | Boston | NBA  | 1 | 4   | 1   | 2  |     |    | 0   | 0  | 2     | 2   | 0    | 0   | 0   |     | 1  | 2   | .500 |     |     | 4.0 | 2.0 | 2.0 | 0.0 |
| Total |      |        | NBA  | 1 | 4   | 1   | 2  |     |    | 0   | 0  | 2     | 2   | 0    | 0   | 0   |     | 1  | 2   | .500 |     |     | 4.0 | 2.0 | 2.0 | 0.0 |

## Vida posterior
Tras retirarse de las pistas, regresó a la Universidad de Indiana, donde sirvió como Director Atlético durante 20 años. En 2009 fue incluido en el Salón de la Fama de los Hoosiers.